# Carabus clypeatus
Carabus clypeatus es una especie de insecto adéfago del género Carabus, familia Carabidae. Fue descrita científicamente por M. Adams en 1817.
Habita en Armenia, Georgia, Rusia y Turquía.